# Dalila (Maria Pardos)
Dalila é uma pintura de Maria Pardos. A data de criação é de 1917. Um retrato óleo sobre tela, tem 130 centímetros de altura por 80 centímetros de largura. Faz parte da coleção do Museu Mariano Procópio, com o número de inventário 82.21.328. Representa Dalila.

## Descrição
Dalila representa um episódio do Antigo Testamento, especificamente Juízes 16. A cena escolhida pela pintora retrata o momento após o corte dos cabelos de Sansão. A protagonista, seminua, está adornada com joias nos pulsos e tornozelos, vestindo apenas uma saia branca e rosa de estilo oriental, presa por um largo cinto de pedrarias.
Posicionada de frente para o observador, Dalila apoia seu peso na perna direita, enquanto a esquerda permanece levemente flexionada, projetando o joelho e criando uma abertura na fenda da saia, o que sugere uma sutil sensualidade. A artista utiliza a torção do tronco da personagem para criar um jogo de luz e sombra.
Dalila segura uma tesoura na mão esquerda, que também afasta o tecido da entrada da tenda, enquanto a outra mão mantém uma mecha de cabelo cortado na sombra. A iluminação destaca a tesoura, seu rosto, seio e ventre. Em segundo plano, à direita, encontra-se Sansão, parcialmente oculto pela sombra da mulher. Ele parece deitado de costas, exausto, enfraquecido e derrotado.

## Análise

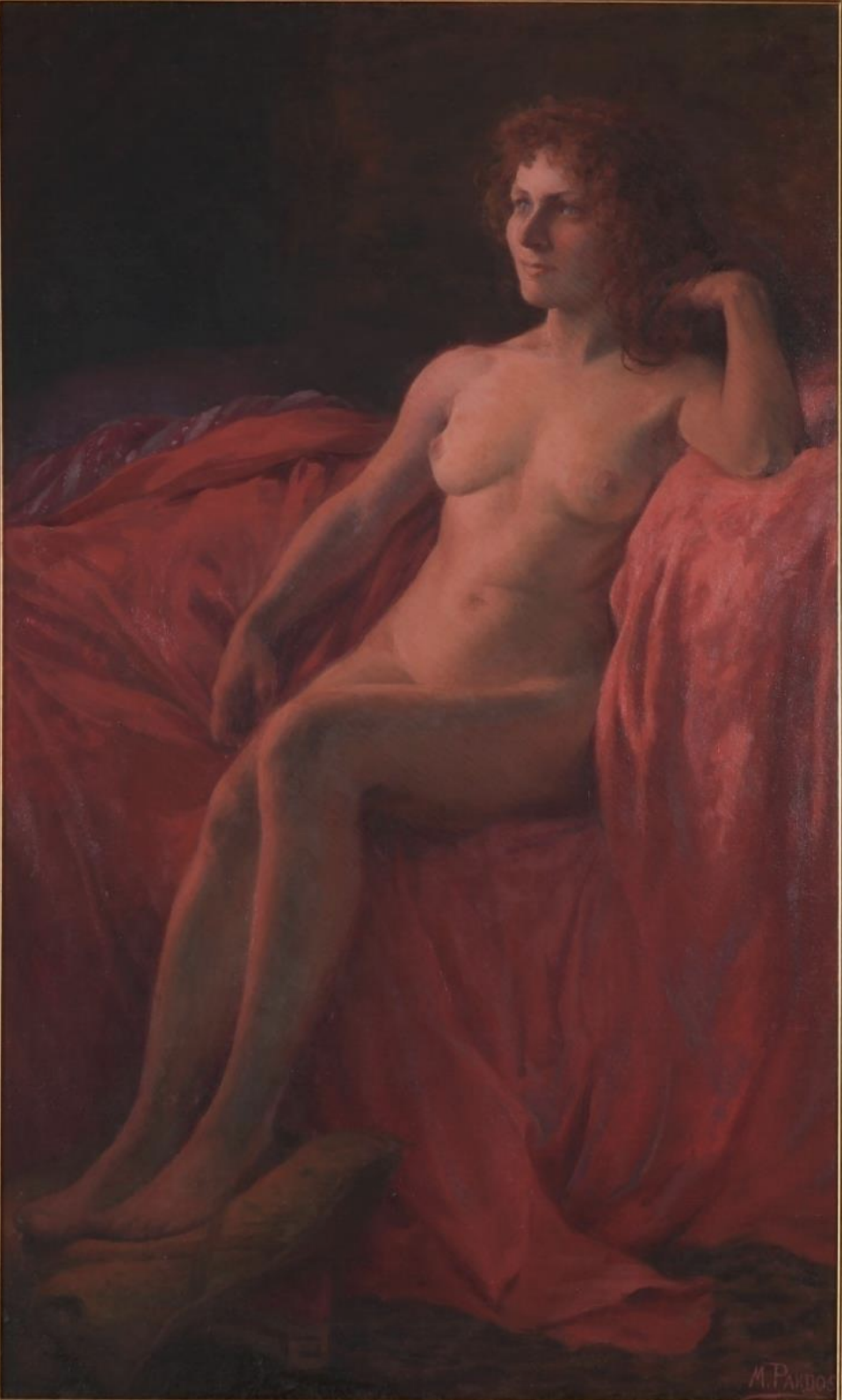
Estudo de Nu, de Maria Pardos

Dalila foi apresentada por Maria Pardos na Exposição Geral de Belas Artes, em 1917, em que também apresentou Estudo de Nu. Comentários na mídia especializada foram realizados sobre as obras em conjunto. A crítica foi no geral negativa. Monteiro Lobato disse sobre elas: "“dois nusões de truz, uma Dalila cor de panarício, e um outro nu de fogo, capplonchico”. As obras no geral foram tidas como de “tendência idealista, mais doce e mais suave”. Em nota no Jornal do Commercio, foi dito: “A Sra. Maria Pardos é representada por duas telas - uma figura e um estudo de nu” [...], revelando uma artista atacando dificuldades de técnica e enfrentando problemas de cor”.
Essa obra de Maria Pardos é tida como uma de suas únicas representações de pintura histórica, optando por uma imagem de femme fatale.

## Exposições
- 1917 - XXIV Exposição Geral de Belas Artes.[1]

- 1922 - Inauguração da Galeria de Belas Artes, no Museu Mariano Procópio.[1]

## Estudos
Além da obra principal, realizada para a exposição de 1917, há registros de dois estudos sobre a representação de Dalila: